# 아지드화 수소산
아지드화 수소산(영어: hydrazoic acid)은 화학식 HN
3을 갖는 화합물이다. 실온 상태에서 무색의 휘발성의 폭발성 액체이다. 질소와 수소의 화합물이기 때문에 수소화 질소족 원소이다. 1890년 테어도어 커티스에 의해 처음 분리되었다.
이웃 무기산들처럼 물에 녹는다.

## 생성
NaN
3 + HCl → HN
3 + NaCl

## 독성
매우 독성이 강하고 휘발성이다. 톡 쏘는 냄새가 나고 수증기는 강한 두통을 일으킬 수 있다. 이 화합물은 축적되지 않는 독성의 역할을 한다.